# Зимний сад (фильм, 1895)
Зимний сад — немецкий сборник короткометражных фильмов, снятый Максом Складановским, одним из изобретателей кинематографа, совместно с братом Эмилем Складановским в 1895 году. Фильм снят на сконструированном Складановским независимо от Братьев Люмьер аппарате для съёмки и проекции фильмов Биоскоп. Премьера состоялась в Германии 1 ноября 1895 года.

## Сюжет
Фильм шёл под аккомпанемент живой музыки и представлял несколько идущих подряд сцен с популярными в то время танцами. В последней сцене, «Апофеоз», братья Складановские кланялись публике. Фильм состоит из следующих частей (каждая повторяется два раза), приведён хронометраж начал:
- Итальянский крестьянский танец (нем. Italienischer Bauerntanz) 0:02
- Комическая сцена (нем. Komisches Reck) 0:37
- Бокс с кенгуру (нем. Das boxende Känguruh) 1:14
- Жонглёр (нем. Der Jongleur) 1:44
- Акробатическая смесь (нем. Akrobatisches Potpourri) 2:21
- Камаринская (нем. Kamarinskaja) 2:51
- Серпантин (нем. Die Serpentintänzerin) 3:24
- Бокс (нем. Ringkämpfer) 3:44
- Апофеоз (нем. Apotheose) 4:22